# Orrios
Orrios település Spanyolországban, Teruel tartományban. Orrios Ababuj, Alfambra, Perales del Alfambra, Galve, Aguilar del Alfambra és Escorihuela községekkel határos. Lakosainak száma 119 fő (2024).

## Népesség
A település népessége az utóbbi években az alábbiak szerint változott:
| Lakosok száma | 190  | 180  | 174  | 168  | 152  | 140  | 127  | 125  | 123  | 119  |
|               | 2001 | 2004 | 2007 | 2009 | 2012 | 2014 | 2017 | 2019 | 2022 | 2024 |